# Пакеха
Пакеха (маори Pākehā) — жители Новой Зеландии европейского происхождения (или с преобладанием европейских генов). Происхождение слово «пакеха» неизвестно, однако в языке маори оно первоначально употреблялось как оскорбительное и, по одной из версий, происходит от названия человекообразных злых морских духов pākehakeha или pakepakehā.
В настоящее время слово, хотя старшее поколение всё ещё воспринимает его негативно, всё чаще приобретает нейтральный оттенок, нередко используется в газетах и журналах.
По национальному составу «пакеха» — в основном потомки британцев, в меньшей степени — ирландцев, голландцев, скандинавов, немцев, югославов и др.
Среди новозеландцев европейского происхождения мнения относительно этого термина различаются. Некоторые отвергают его, считая оскорбительным или возражают против того, чтобы их называли не на своём языке.
В 2013 году в исследовании отношения и ценностей Новой Зеландии, проведенном Оклендским университетом, не было обнаружено доказательств того, что это слово широко известно как унизительное. При этом лишь 12 % новозеландцев европейского происхождения предпочли быть идентифицированными этим термином, а остальные отдали предпочтение словам «новозеландец» (New Zealander, 53 %), «новозеландец европейского происхождения» (New Zealand European, 25 %) или «киви» (Kiwi, 17 %).